# Witold Łuczywo
Witold Jan Łuczywo (ur. 23 listopada 1946 w Dąbrowie Górniczej) – polski inżynier, działacz opozycji demokratycznej.

## Życiorys
W 1970 ukończył studia na Wydziale Elektroniki Politechniki Warszawskiej, po czym podjął pracę w Instytucie Chemii Przemysłowej; pracował tam do 1978, a od 1979 do 1980 w Warszawskim Ośrodku Badawczo-Rozwojowym Telewizji Kolorowej.
Podczas studiów uczestniczył w wydarzeniach marca 1968. W 1976, po wydarzeniach czerwca, brał udział w organizacji pomocy dla robotników w Ursusie i w Radomiu. W 1977 założył (wraz z żoną Heleną, Wojciechem Onyszkiewiczem, Ludwiką i Henrykiem Wujcami, Janem Lityńskim i kilkoma innymi osobami) niezależne pismo „Robotnik”, które wydawał do 1980. W tym czasie opracował kilka prostych usprawnień w technikach drukarskich, a także metodę wytwarzania zamiennika farby drukarskiej z pasty do butów.
Po powstaniu „Solidarności” został jej członkiem i szefem poligrafii w Regionie Mazowsze; w 1981 podpisał deklarację ideową Klubów Samorządnej Rzeczpospolitej Wolność-Sprawiedliwość-Niepodległość.
Po wprowadzeniu w Polsce stanu wojennego pozostawał w podziemiu, w latach 1982–1984 brał udział w wydawaniu „Tygodnika Mazowsze”. Ujawnił się w październiku 1984, po czym został na krótki czas aresztowany. Od 1986 do 1989 był członkiem redakcji niezależnego pisma „21”.
W 1989 rozwiódł się z żoną; został członkiem Komitetu Obywatelskiego przy Lechu Wałęsie. W latach 1991–1994 był wicedyrektorem Biura Informatyki Urzędu Rady Ministrów, a od 2002 dyrektorem Departamentu Wdrożenia Kompleksowego Systemu Informatycznego ZUS. W 2003 znalazł się wśród założycieli Stowarzyszenia Wolnego Słowa.
W 2011 prezydent Bronisław Komorowski, za wybitne zasługi w działalności na rzecz przemian demokratycznych w Polsce, odznaczył go Krzyżem Komandorskim Orderu Odrodzenia Polski. W 2006 prezydent Lech Kaczyński nadał mu Krzyż Oficerski tego orderu.